# Gumelem (Petungkriono)
Gumelem is een bestuurslaag in het regentschap Pekalongan van de provincie Midden-Java, Indonesië. Gumelem telt 802 inwoners (volkstelling 2010).